# Spilkarakter (computerspil)
En spilkarakter er en figur eller enhed, der eksisterer inden for computerspil. Dette term omfatter den karakterer, som spilleren kontrollerer, dem der er styret af spillet selv kaldes for NPC (engelsk: non-player character). Spilkarakterer er fundamentale elementer i computerspil og spiller en afgørende rolle i at skabe en engagerende og troværdig spilverden. De kan variere fra simple avatarer i tidlige arkadespil til komplekse, dybdegående personligheder i moderne Role Playing Games. Deres design, udvikling og interaktioner er centrale aspekter af spiludvikling og har stor indflydelse på spillerens oplevelse og indlevelse i spillet.